# الإسلام في ماليزيا

نسبة السكان المسلمين في ماليزيا حسب تعداد 2020.

الإسلام هو أكثر الأديان انتشارًا في ماليزيا؛ إذ يشكل المسلمون حوالي 63.5% من مجموع سكان البلاد أي حوالي 20.6 مليون نسمة وفقًا لتعداد 2020م. غلبيتهم مسلمون سنة يتبعون الفقه الشافعي، تنص المادة الثالثة من الدستور الماليزي على أن الإسلام هو «دين الاتحاد (الماليزي)». غير أن القانون والتشريع الماليزيين يعتمدان بالأساس على القانون الإنجليزي العام، ولا تطبق الشريعة الإسلامية إلا على المسلمين، ويقتصر تطبيقها في ماليزيا على مسائل الأسرة والشعائر الدينية، وهو ما أدى إلى الكثير من الجدل حول هوية ماليزيا، وهل هي دولة علمانية أم دولة إسلامية. يحتفل بالأعياد الإسلامية في البلاد.

## التاريخ
قام عدد من التجار العرب بالدعوة إلى الإسلام في أرخبيل الملايو والهند الصينية والصين منذ القرن السابع الميلادي. وقد وصل الإسلام إلى سواحل سومطرة على يد العرب سنة 674، كما حمل التجار المسلمون الهنود الإسلام إلى ماليزيا في القرن الثاني عشر الميلادي. ويُعتقد أن الإسلام دخل شبه جزيرة الملايو في عهد سلطان قدح مظفر شاه الأول (حكم بين عامي 1136 و1179 م)، على أيدي تجار مسلمين هنود. وقد كان مظفر شاه الأول هو آخر ملك هندوسي يحكم قدح؛ إذ اعتنق الإسلام وأسس سلطنة قدح، التي ظلت قائمة حتى اليوم.
وقد توالى اعتناق سكان الموانئ التجارية الساحلية في كل من ماليزيا وإندونيسيا للإسلام بطريقة سلمية، حتى أصبح الإسلام بحلول القرنين الخامس عشر والسادس عشر الميلاديين هو الدين الغالب على شعب الملايو.

## الإسلام في دستور البلاد
لم تحدد المسودة الأولية للدستور الماليزي دينًا رسميًا للدولة، وقد أقر ذلك حكام الولايات الماليزية التسع، الذين رأوا أن النص على أن الإسلام هو الدين الرسمي في كل ولاية على حدة يغني عن النص على ذلك في دستور الاتحاد الماليزي. إلا أن القاضي حكيم عبد الحميد ـ الذي كان عضوًا في لجنة ريد المكلفة بوضع الدستور الماليزي ـ كان من الأنصار المتحمسين لجعل الإسلام الدين الرسمي للدولة، وبالتالي نص الدستور الماليزي في صورته النهائية على ذلك.
كل الماليزيين من أبناء عرقية الملايو مسلمون، ويربط القانون والدستور الماليزيان تنازل المواطن الذي ينتمي إلى هذه العرقية عن ديانته الإسلامية بتنازله عن عرقيته ومزاياها؛ إذ تعرّف المادة 160 من الدستور الماليزي المواطن المنتمي إلى عرقية الملايو بأنه:
| الإسلام في ماليزيا | الشخص الذي يدين بالإسلام، ويتحدث لغة الملايو بحكم العادة، ويخضع لعادات الملايو على أن يكون: أ) قد وُلد في الاتحاد (الماليزي) أو في سنغافورة قبل يوم الاستقلال، أو وُلد من أبوين أحدهما مولود في الاتحاد (الماليزي) أو سنغافورة، أو كان مقيمًا في اليوم المذكور في الاتحاد أو في سنغافورة؛ أو ب) من ذرية شخص تنطبق عليه الشروط المذكورة آنفًا. | الإسلام في ماليزيا |

## الدين الرسمي

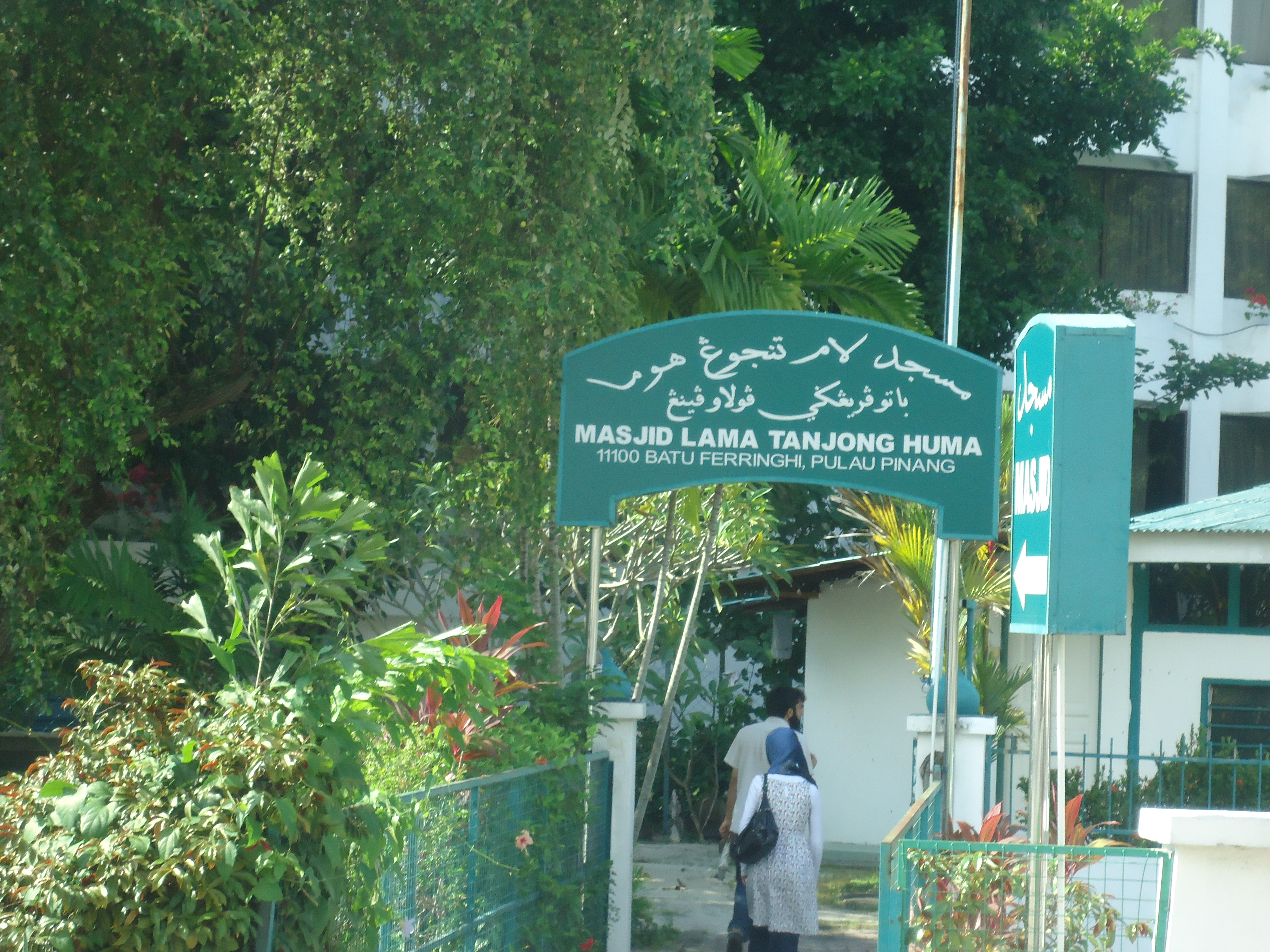
مسجد في ولاية بينانق

تُحكم تسع من الولايات الماليزية (هي كلنتن وترغكانو وبهنق وقدح وفيرق وبرليس وسلاغور وجوهور ونكري سمبيلن) بواسطة ملوك دستوريين من عرقية الملايو يحمل كل منهم لقب السلطان. وما زال هؤلاء السلاطين يمتلكون السلطة على الشؤون الدينية. ورغم أن ولايات بينانق وملقا وسراوق وصباح ليس لها سلطان، فإن ملك البلاد يلعب دور الرئيس الديني في كل من هذه الولايات إلى جانب نفس الدور في مناطق كوالالمبور ولابوان وبوتراجاي الاتحادية الخاضعة مباشرة للحكومة المركزية.
في لقاء نشر في عدد 9 فبراير 1983 من جريدة «ذا ستار» الماليزية التي تصدر بالإنجليزية بمناسبة الاحتفال ببلوغ تونكو عبد الرحمن (أول رئيس وزراء لماليزيا) سن الثمانين، صرح عبد الرحمن أن «سكان الدولة من خلفيات عرقية متعددة ولهم معتقدات دينية متنوعة. ولا بد أن تظل ماليزيا دولة علمانية مع بقاء الإسلام دينًا رسميًا لها».
يتولى الحزب الإسلامي الماليزي (باس) ـ ذو التوجه الإسلامي المحافظ ـ الحكم حاليًا في ولايتين، هما كلنتن وقدح. وينادي هذا الحزب بتأسيس دولة إسلامية. كما تولى الحزب الإسلامي أيضًا حكم ولاية ترغكانو بين عامي 1999 و2004، لكن تحالف الجبهة الوطنية (باريسان ناسيونال؛ بالملايو: Barisan Nasional) استعاد حكم هذه الولاية بعد ذلك وما زال يحكمها حتى اليوم. وقد تمكنت حكومات الحزب الإسلامي الماليزي في التسعينيات من تمرير قوانين تسمح بتطبيق الحدود في ترغكانو، غير أن الحكومة الاتحادية العلمانية أسقطت هذا المشروع.
تقسم بطاقة الهوية الماليزية (MyKad) في آخر تطوير لها المواطنين الماليزيين وفقًا لهويتهم الدينية. وقد تسبب العمل بهذه البطاقة في ضجة سياسية واعتبرها غير المسلمين وسيلة للتمييز ضدهم. غير أن هذه الضجة لم تلبث أن هدأت، ولم يلبث غير المسلمين أن قبلوا هذه البطاقة على مضض.
توجد في ماليزيا أيضًا جامعة إسلامية تسمى الجامعة الإسلامية العالمية بماليزيا وتوجد هيئة حكومية منوطة بتنظيم الحج تسمى «صندوق الحج» (بالملايو: تابونغ حج Tabung Haji)، كما تمول الحكومة أيضًا بناء المساجد والجوامع.
ورغم أن الدستور الماليزي ينص على علمانية الدولة، إلا أن هناك الكثير من الالتباس في هذا الأمر. وقد لقي تصريح رئيس الوزراء السابق مهاتير محمد بأن ماليزيا دولة إسلامية جدلًا حتى في أوساط المسلمين الذين رأوا أن ماليزيا ليست في الواقع إسلامية. وقد صرح عضو البرلمان الماليزي بدر الدين بن أمير الدين يومًا في مجلس النواب (بالملايو: Dewan Rakyat) بأن «ماليزيا دولة إسلامية» (بالملايو: Malaysia ini negara Islam) وأنه «إذا لم يعجبك ذلك، فاخرج من ماليزيا» (بالملايو: you tidak suka, you keluar dari Malaysia!)، وقد رفض بدر الدين سحب تصريحه هذا، واقتُرحت إحالته إلى لجنة الحصانة بالمجلس، ولكن هذا الاقتراح رُفض بأغلبية الأصوات. غير أن تونكو عبد الرحمن ـ أول رئيس وزراء للبلاد قال في كتاب له صدر في الثمانينيات: «أي كلام عن الدول الإسلامية هو حلم خاوٍ لا أكثر. لا يوجد رجل ذو عدل يمكن أن يرضى بدولة تبني إدارتها السياسية على الدين. فلا مكان لدولة إسلامية في دولة كماليزيا، بشعبها ذي العرقيات والديانات المتعددة». وفي سنة 1988 رفض القضاء الماليزي دعوى تقول بأن ماليزيا دولة ثيوقراطية.

## وصلات خارجية
- قناة اقرأ، فيلم وثائقي عن دخول الإسلام في ماليزيا[وصلة مكسورة].
- BBC العربية، ماليزيا: الإسلام والثقافات المتعددة.